# عصوانيات (طائفة)
العصوانيات (باللاتينية: Bacteroidia) هي طائفة من البكتيريا سلبية الغرام وأبرز طوائف شعبة العصوانيات. بعض أنواعها تسبب عدوى انتهازية.
قبل صدور المجلد الرابع من دليل برجاي لعلم الجراثيم المنهجي كان اسمها اللاتيني هو (Bacteroidetes).